# Nigrobaetis niger
Nigrobaetis niger är en dagsländeart som först beskrevs av Carl von Linné 1761.  Nigrobaetis niger ingår i släktet Nigrobaetis, och familjen ådagsländor. Arten är reproducerande i Sverige.